# Петилия-Поликастро
Петилия-Поликастро (итал. Petilia Policastro) — коммуна в Италии, располагается в области Калабрия, подчиняется административному центру Кротоне.
Население составляет 9535 человек (на 2001 г.), плотность населения составляет 99,5 чел./км². Занимает площадь 96 км². Почтовый индекс — 88837. Телефонный код — 0962.
Покровителем коммуны почитается святой Себастьян, празднование совершается 20 января.

## Известные уроженцы
- Антер (папа римский) (ум. 3 января 236 года) - калабрийский грек, епископ Рима 235—236 гг.